# Ligne de Castelnaudary à Rodez
La ligne de Castelnaudary à Rodez est une ligne ferroviaire française, qui relie la gare de Castelnaudary dans le département de l'Aude à celle de Rodez dans celui de l'Aveyron, en passant par Castres et Albi.
Elle constitue la ligne 736 000 du réseau ferré national.

## Histoire

### Chronologie
- 1er mai 1858, ouverture d'Albi à Carmaux, par la Compagnie minière de Carmaux,
- 16 avril 1865, ouverture de Castelnaudary à Castres, par la Compagnie des chemins de fer du Midi et du Canal latéral à la Garonne (Midi)

### Albi à Carmaux
La ligne d'Albi à Carmaux est concédée aux « Sieurs de Solages père et fils et compagnie, propriétaires de la mine de houille de Carmaux » par décret impérial du 4 mars 1854. L'objectif est de stimuler la production qui est limitée du fait du coût important du transport. Concédée pour 99 ans, sans aides ni garantie de l'État, la ligne doit être exploitée dans les trois ans.
Les travaux débutent rapidement, la voie longue de 15 kilomètres trouve son origine sur le site de la concession des houillères, passe entre les collines, traverse le souterrain de « Bois l'Hôpital » et rejoint le Tarn, sur sa rive droite, à proximité du faubourg de la Madeleine à Albi. L'installation comprend un débarcadère sur la rivière, les wagons étant descendus au niveau des bateaux par des plans inclinés similaires au système employé aux mines de Newcastle. Les premières circulations, de voyageurs puis de marchandises, ont lieu en octobre 1857, l'inauguration est faite en décembre, en présence notamment des autorités de la compagnie et du préfet du département, et l'ouverture officielle de l'exploitation débute le 1er mai 1858.
La convention signée entre le ministre des Travaux publics et la Compagnie des chemins de fer du Midi et du Canal latéral à la Garonne le 1er mai 1863, outre la concession à titre éventuel de la section de Castres à Albi, prévoit la faculté pour la compagnie de racheter la section de Carmaux à Albi pour un montant fixé par arbitrage. Cette convention est approuvée par décret impérial le 11 juin 1863. La sentence arbitrale est rendue le 22 juillet 1865. Elle fixe le montant du rachat de la ligne à 3 494 057 francs et 57 centimes. Un décret impérial entérine la sentence le 23 décembre 1865.

### Castelnaudary-Castres
Le 21 juin 1846, un chemin de fer de Bordeaux à Cette est concédé par une loi à la Compagnie du chemin de fer de Bordeaux à Cette représentée par Messieurs François-Xavier de Ezpeleta, Joseph Ricard, John-David Barry, Nicolas-Marie-Hippolyte Drouillard, Antoine Luzarche, Antoine-Adolphe-Charles-Ferdinand Royer, Jean-Auguste baron de Saguet. Cette même loi autorise le ministre des Travaux publics à concéder un « embranchement dirigé de Castres sur la ligne de Toulouse à Cette, et passant par ou près Revel ». La concession de cet embranchement est accordée à la Compagnie du chemin de fer de Bordeaux à Cette par une convention signée le 30 juin 1846. Cette convention est approuvée par ordonnance royale le lendemain, 1er juillet. Toutefois, en 1847, cette compagnie dut renoncer à la concession.
Un embranchement de Castres à la ligne de Bordeaux à Cette est concédé à titre éventuel à la Compagnie des chemins de fer du Midi et du Canal latéral à la Garonne par une convention signée le 1er août 1857 entre le ministre des Travaux Publics et la compagnie. Cette convention est approuvée par un décret impérial à la même date. La concession devient définitive lors de la déclaration d'utilité publique par décret impérial le 20 juin 1861. Intégrée dans le « nouveau réseau » elle bénéficie des garanties d'amortissement et d'intérêt de la part de l'État. Cette décision est prise du fait de l'importance de relier un grand centre industriel au réseau grandes lignes et au fait que le tracé permet les relations de zones d'élevages, de cultures et des massifs forestiers et des rivières permettant des apports en combustibles et en eau nécessaires aux manufactures. Le ministère de la guerre soutient cette réalisation car il considère que cette ligne a une importance stratégique du fait qu'elle dessert l'arsenal de Castres spécialisé dans l'artillerie.
Un premier projet de tracé est modifié par des études, effectuées en 1861, qui préconisent de situer l'embranchement à Castelnaudary plutôt qu'à Avignonet. Cette dernière étude propose un tracé présentant moins de difficultés de construction ce qui permet une dépense moindre. Ce projet est partiellement approuvé en novembre 1862, il reste en étude l'emplacement exact de l'embranchement et les trois kilomètres de tracé qui le précèdent, l'accord sur ce point intervenant au début de l'année 1863. La voie unique est longue de 55 kilomètres.
Les chantiers ouvrent en 1863 sur un tracé qui ne présente pas de difficultés significatives. L'ouvrage d'art le plus important est le tunnel sous le canal du Midi à la sortie de la gare de Castelnaudary. Long de 100 mètres, il est réalisé en 49 jours durant la période de « chômage » du canal en août et septembre. Il faut également construire de nombreux petits ouvrages d'art : tunnel, ponts et ponceaux, et édifier 59 maisons de garde-barrière ainsi que les bâtiments nécessaires aux huit haltes ou stations. Néanmoins pour l'ouverture les bâtiments sont des constructions provisoires. La ligne est réceptionnée le 16 avril 1865 par l'inspecteur des Ponts et Chaussées Job, accompagné des ingénieurs en chef Don de Cepian et Duvignaud, en présence de nombreux invités, notamment des ingénieurs et des administrateurs de la Compagnie du Midi ainsi que des cadres et ouvriers ayant participé au chantier. Le procès-verbal favorable permet d'ouvrir l'exploitation de la ligne aux voyageurs et aux marchandises.
Après l'ouverture, les travaux se sont poursuivis sans amener de gènes aux circulations voyageurs et marchandises. Quotidiennement trois omnibus font le trajet, aller et retour, ils mettent deux heures pour relier la gare de Castres à celle de Castelnaudary, en correspondance avec des trains circulant sur le réseau grande ligne de la Compagnie du Midi, en desservant les stations de Soupex, Saint-Félix, Revel, Lempaut et Soual, ainsi que les haltes de Blan et La Crémade.

### Castres-Albi
La section de Castres à Albi est concédée à titre éventuel à la Compagnie des chemins de fer du Midi et du Canal latéral à la Garonne par une convention signée entre le ministre des travaux publics et la compagnie le 1er mai 1863. Cette même convention prévoit la faculté pour la compagnie de racheter la section de Carmaux à Albi pour un montant fixé par arbitrage. Cette convention est approuvée par décret impérial le 11 juin 1863. Cette section est déclarée d'utilité publique par décret impérial le 9 mars 1864, rendant ainsi la concession définitive.

### Carmaux-Rodez
La section de Carmaux à Rodez est déclarée d'utilité publique par une loi du 27 décembre 1879. Elle est concédée à la Compagnie des chemins de fer du Midi et du Canal latéral à la Garonne par la loi du 20 novembre 1883. Cette section compte de Carmaux à Rodez les tunnels des Malphètes et de la Mouline et pas moins de cinq viaducs : viaduc du Lédas, du Viaur, de la Mouline, de la Gascarie et de l'Auterne.

## Caractéristiques

### Tracé
La ligne a un profil difficile d'Albi à Rodez avec des déclivités atteignant 20 mm/m, mais qui s'améliore d'Albi à Castres (15 mm/m) jusqu'à atteindre 8 mm/m max. sur la section Castres → Castelnaudary. 

### Gares
Sur la section de Rodez à Albi-Ville (la seule encore existante), les gares sont les suivantes : Rodez, Luc-la-Primaube, Baraqueville Carcenac Peyralès, Naucelle, Tanus, Carmaux, Albi-Madeleine et Albi-Ville. Autrefois s'y ajoutaient les gares de Paraire, Le Lac, Rancillac, St-Martial, Le Viaur, Moularès, Les Farguettes, Le Garric, La Drèche, Chantier d'Albi Madeleine. Sur la section d'Albi à Castelnaudary, on trouvait les gares suivantes : Albi-Ville, Mousquette, Lombers, Laboutrarie, Françoumas, Castres, La Crémade, Soual, Lempaut, Blan, Revel - Sorèze, Saint-Félix, Soupex et Castelnaudary.
Sur la section Rodez → Albi-Ville : des croisements sont possibles dans les gares de Rodez, Luc-la-Primaube, Baraqueville Carcenac Peyralès, Naucelle, Carmaux et Albi-Ville.

### Ouvrages d'art

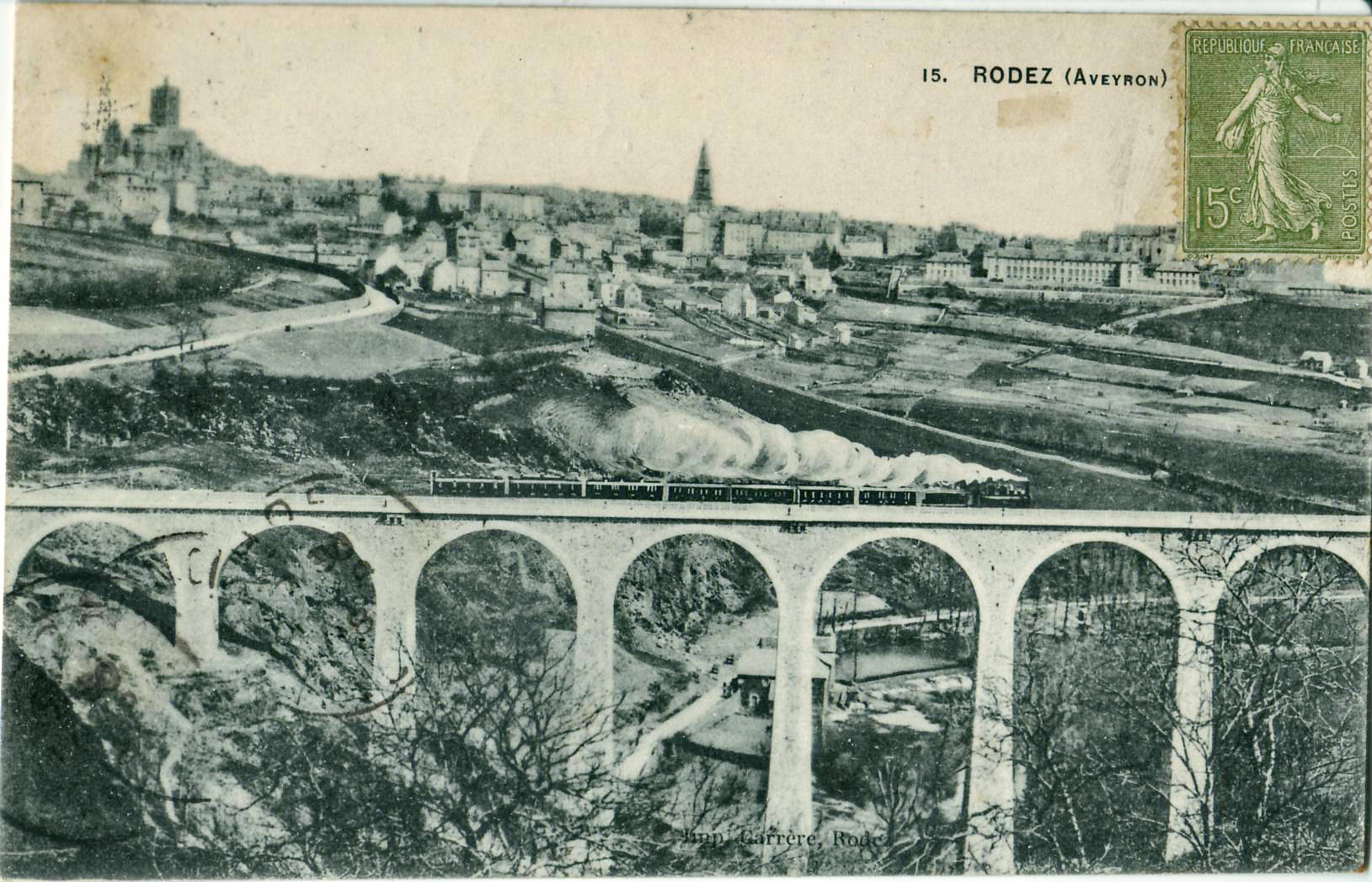
Le viaduc de la Gascarie, dans les années 1910.

Dans le sens Rodez → Castelnaudary : 
- Viaduc de la Gascarie (295 m)
- Souterrain de la Mouline (124 m)
- Viaduc de la Mouline (127 m)
- Souterrain des Malphètes (313 m)
- Viaduc du Viaur (ou de Tanus) (460 m)
- Viaduc du Lédas (90 m)
- Souterrain du chêne (414 m)
- Souterrain de côte rouge (202 m)
- Viaduc de Merville (357 m)
- Pont sur le Tarn (244 m)
- Pont sur le Dadou (50 m)
- Pont sur l'Agout (80 m)
- Souterrain du canal du midi (100 m)[20]Le viaduc du Viaur

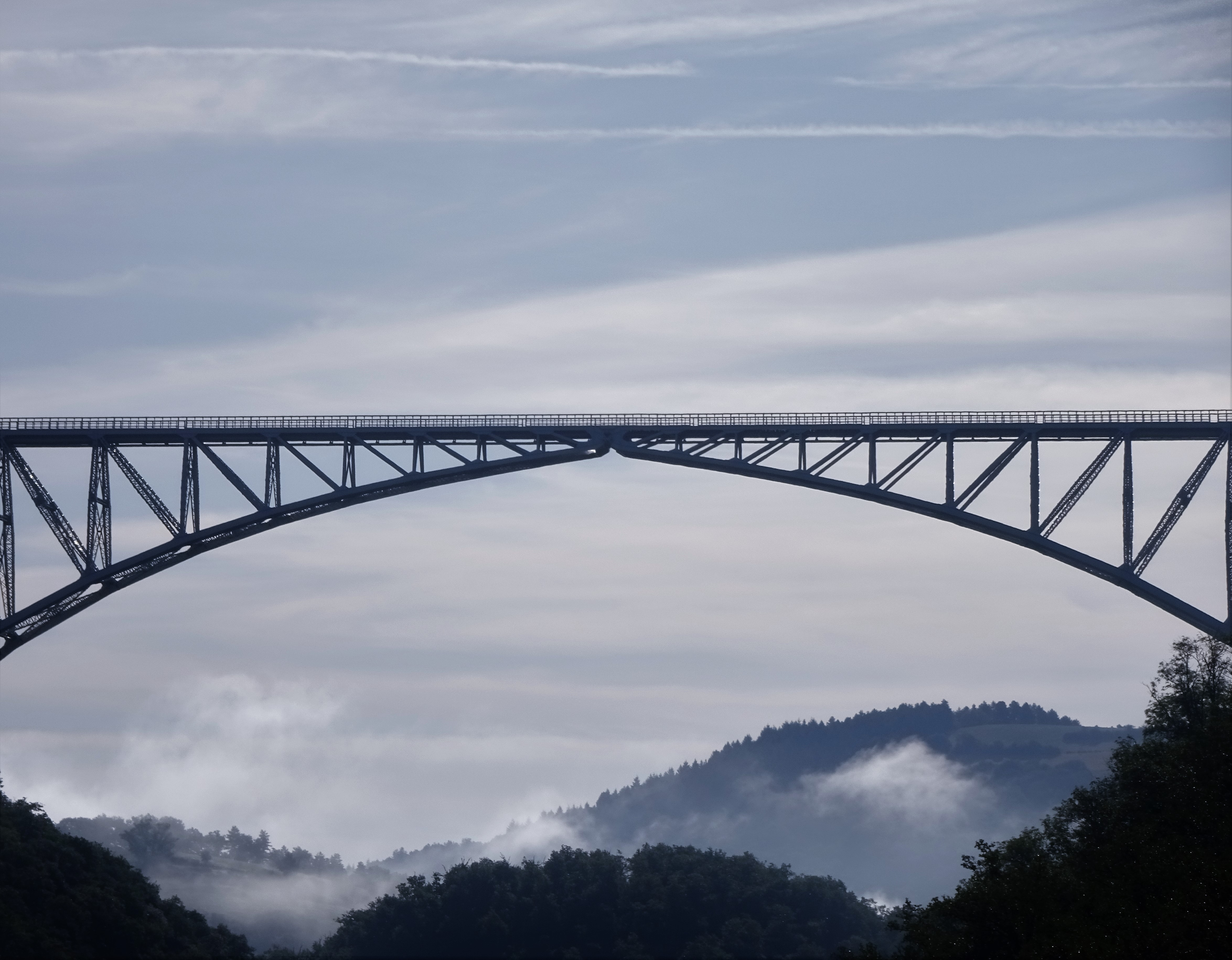
Le viaduc du Viaur

### Déclassement
- La section de Revel à La Crémade, du PK 338,500 au PK 356,235 est déclassée le 12 septembre 1985[21].
- Le tronçon à Revel - Sorèze, du PK 337,730 au PK 338,500 est déclassé le 20 septembre 1995[22].
- Le tronçon de Labastide-Dénat du PK 408,000 au PK 408,300 est déclassé le 20 mars 1978[21] .
- La section de Castres à Laboutarie, du PK 366,560 au PK 394,000 est déclassée le 10 novembre 1993[23].

## Exploitation
Le tronçon entre Albi et Rodez est encore utilisé pour le trafic voyageurs (trains TER Occitanie et Intercités de nuit). Le trafic marchandises a disparu dans les années 2000 en s'éteignant sur le tronçon de Castelnaudary à Revel-Sorèze, qui fut utilisé pour le trafic fret seulement, jusqu'en août 2013.

## Voie verte
Le tronçon d'Albi à Castres (41 km) est une voie verte : le « chemin des droits de l'homme ». Cependant, la voie verte s'arrête provisoirement à Puygouzon et ne permet pas encore de se rendre dans le centre-ville d'Albi.